# أوری دیویس
أوری دیویس (عربی: أوری دیفیس)، (عبری: אוריאל "אורי" דייוויס‎؛ زادهٔ ۱ ژانویهٔ ۱۹۴۳) در سال ۱۹۸۴ با پیشنهاد خلیل الوزیر به جنبش فتح پیوست و در کنفرانس ششم کمیته روابط خارجی شرکت کرد و بدنبال آن تصمیم گرفته شد که برای عضویت شورای انقلاب برای کار در کمیته روابط خارجی در شورا کاندید شود.

## سیر زندگی
دیویس خودش را به اینگونه معرفی می‌کند: من فلسطینی عبری با ریشه یهودی و متولد ۱۹۴۳ در قدس قبل از برپایی دولت نژادپرست و ضد صهیونیزم هستم؛ و اضافه می‌کند: اگر نقشی در شورای انقلاب داشته باشم امیدوارم که درکمیته روابط خارجی شورا باشد تا فرصتی برای من باشد که بتوانم عملیات تجدید روابط با این مجموعه را داشته باشم.
دیویس در حال حاضر در رام‌الله مقیم بوده و با یک فلسطینی نیز ازدواج کرده‌است و به‌عنوان یک مدرس در دانشگاه قدس در ابودیس کار می‌کند. وی با یاسر عرفات رهبر فقید فلسطین روابط نزدیکی داشت و تا سال ۲۰۰۴ به مقر او که برای سالهای متمادی تا زمان درگذشت وی در محاصره بود تردد می‌کرد.